# Reno Bighorns 2008-2009
La stagione 2008-09 dei Reno Bighorns fu la 1ª nella NBA D-League per la franchigia.
I Reno Bighorns arrivarono quarti nella Western Division con un record di 25-25, non qualificandosi per i play-off.

## Roster
| N° | Naz.                     | Ruolo | Sportivo          | Anno | Alt. | Peso |
| -- | ------------------------ | ----- | ----------------- | ---- | ---- | ---- |
| 3  | Stati Uniti (bandiera)   | G     | Gerry McNamara    | 1983 | 188  | 93   |
| 6  | Stati Uniti (bandiera)   | G     | Kyle Shiloh       | 1985 | 191  | 88   |
| 7  | Stati Uniti (bandiera)   | P     | MaJic Dorsey      | 1981 | 185  | 83   |
| 7  | Corea del Sud (bandiera) | G     | Bang Seong-yun    | 1983 | 196  | 90   |
| 10 | Stati Uniti (bandiera)   | P     | Russell Robinson  | 1986 | 191  | 91   |
| 11 | Stati Uniti (bandiera)   | A     | Damone Brown      | 1979 | 206  | 91   |
| 12 | Stati Uniti (bandiera)   | A     | Jamaal Thomas     | 1980 | 203  | 99   |
| 13 | Stati Uniti (bandiera)   | A     | Brian Harper      | 1985 | 208  | 98   |
| 14 | Stati Uniti (bandiera)   | G     | Dave Noel         | 1985 | 191  | 93   |
| 15 | Polonia (bandiera)       | C     | Cezary Trybański  | 1979 | 218  | 109  |
| 17 | Stati Uniti (bandiera)   | AC    | Rod Benson        | 1984 | 208  | 107  |
| 19 | Stati Uniti (bandiera)   | P     | Lamar Butler      | 1983 | 188  | 77   |
| 20 | Stati Uniti (bandiera)   | A     | Donté Greene      | 1988 | 211  | 103  |
| 23 | Stati Uniti (bandiera)   | G     | Garry Hill-Thomas | 1982 | 193  | 90   |
| 24 | Stati Uniti (bandiera)   | G     | Richie Frahm      | 1977 | 196  | 95   |
| 32 | Stati Uniti (bandiera)   | A     | Andre Patterson   | 1983 | 203  | 97   |
| 33 | Stati Uniti (bandiera)   | A     | Patrick Ewing     | 1984 | 203  | 109  |
| 34 | Stati Uniti (bandiera)   | A     | Antonio Meeking   | 1981 | 201  | 122  |
| 34 | Stati Uniti (bandiera)   | A     | David Noel        | 1984 | 198  | 104  |
| 42 | Stati Uniti (bandiera)   | A     | Alton Ford        | 1981 | 206  | 125  |
| 44 | Stati Uniti (bandiera)   | C     | Kyle Davis        | 1986 | 206  | 107  |
| 50 | Stati Uniti (bandiera)   | C     | Jesse Smith       | 1982 | 211  | 117  |

## Staff tecnico
- Allenatore: Jay Humphries
- Vice-allenatori: Tom Abatemarco, Jason Glover, Donnie Boyce
- Preparatore atletico: Michael Douglas